# Aspergillus flavus
Aspergillus flavus är en svampart. Aspergillus flavus ingår i släktet Aspergillus och familjen Trichocomaceae.

## Underarter
Arten delas in i följande underarter:
- oryzae
- flavus

## Källor

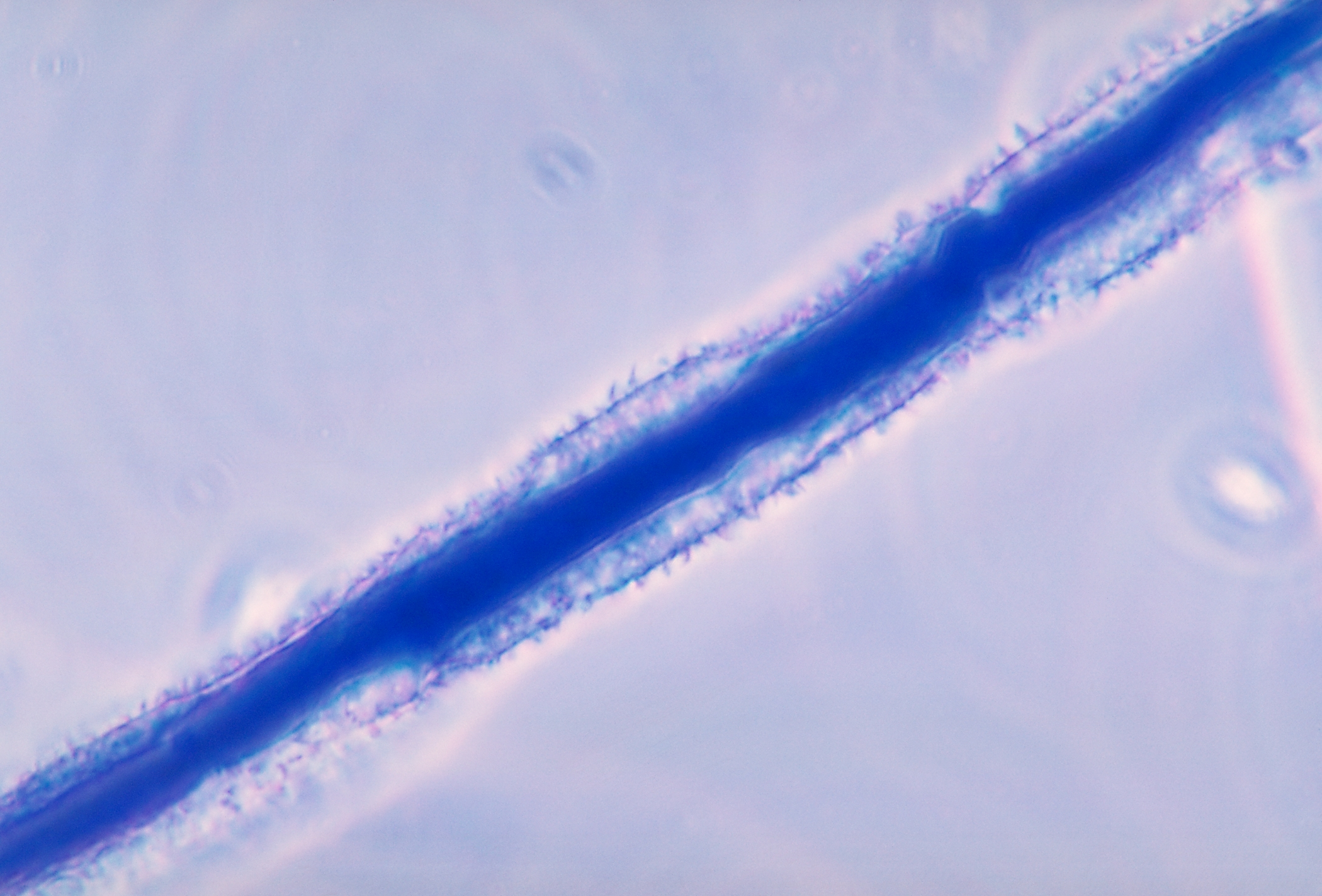